# Bobby Cruz
Pour les articles homonymes, voir Cruz.
Bobby Cruz est un chanteur, arrangeur, compositeur de musique salsa et un homme religieux, né le 1er février 1937 dans la petite ville de Hormigueros, à Porto Rico.

## Biographie
Bobby Cruz a été élevé dans un environnement humble à la ferme de sa famille.
Ses influences les plus importantes sont Cortijo y su Combo, El Gran Combo de Puerto Rico, la plena et les thèmes liés aux campagnards.
Il a rencontré Richie Ray à New York, où il avait vécu depuis l'adolescence. Il a rejoint l'orchestre de Richie Ray en 1964, d'abord en tant que choriste, puis en tant que chanteur principal sur M. Trumpet Man en 1966. Il a ajouté des thèmes de musique populaire portoricaine.
Richie Ray et Bobby Cruz ont écrit l'histoire de salsa, et enregistré de neuf albums disque d'or. Bobby Cruz a démontré ses capacités à composer des chansons à succès comme La Zafra.
Parmi leurs autres succès, figurent Agúzate, "A mi manera" (reprise de Comme d'habitude), Sonido bestial, Amparo Arrebato et El diferente.
Les thèmes abordés transmettaient un  message d'identité nationale forte aux portoricains.
Grâce à son talent, Bobby Cruz a pu se lancer dans une carrière solo. Il a enregistré Bobby Cruz canta para tí, produit par Richie Ray. La chanson à succès Ya ni te acuerdas de cet album s'est hissée au sommet des charts en 1972. Il a aussi collaboré avec Viki Vimari : Cuando me digas sí y Yo sé que te amo.
En 1974, Richie Ray s'est converti au Christianisme. Cela aura pu aboutir à leur séparation, mais quatre mois plus tard il a fait de même. Ils ont dit au revoir à la musique laïque avec leur chanson : Adiós a la salsa ; leur dernière avec le label Fania.
Ils ont perdu des fans et trouvé une opposition forte de membres de leur même foi. Ils ont alors décidé de continuer de chanter la salsa, mais avec un message religieux. Ils ont formé 20 églises que Cruz administre.
En 1998, Cruz a publié un livre Cuando yo era niño accompagné d'un enregistrement. Un an plus tard, Richie Ray et Bobby Cruz ont donné un concert au Ruben Rodriguez Colesium de Bayamon (Porto Rico) où ils ont ranimé leurs anciens succès de la salsa. Le concert et son enregistrement sorti chez Universal a été acclamé par la critique.
En 2000, Bobby and Richie ont donné une série de concerts qui ont fait salle comble au "Antonio Paoli Hall" et au "Luis A. Ferre Center of Beautiful Arts" à San Juan. Un hommage leur a été rendu lors du "Jour National de la Salsa" à Bayamon et ils sont entrés dans l'"International Latin Music Hall of Fame".

## Liens
- Notices d'autorité :   - VIAF
  - ISNI
  - LCCN
  - GND
  - WorldCat
- Ressources relatives à la musique :   - AllMusic
  - Billboard
  - Discogs
  - Grove Music Online
  - MusicBrainz
  - Muziekweb
  - Songkick